# Wojna polsko-rosyjska (1632–1634)

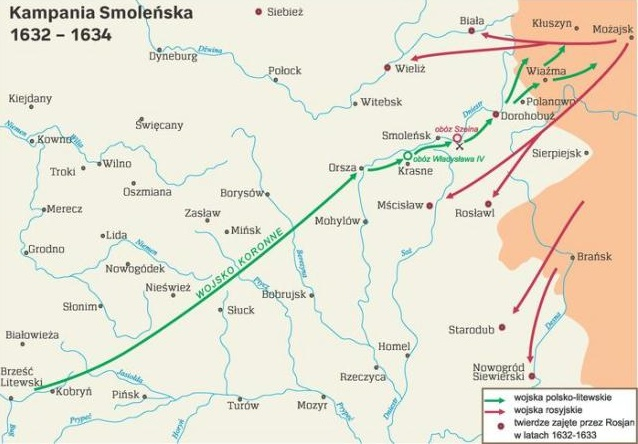
Wojna smoleńska 1632-1634

Wojna smoleńska lub wojna polsko-rosyjska 1632–1634 lub III wojna polsko-rosyjska – konflikt zbrojny toczony między Rzecząpospolitą a Rosją w latach 1632–1634. Jej przyczyną była próba przejęcia kontroli przez Rosjan nad Bramą Smoleńską. Wkrótce po śmierci Zygmunta III Wazy wojska moskiewskie wkroczyły na ziemie Rzeczypospolitej i rozpoczęły oblężenie Smoleńska. Po 2 latach blokady Smoleńska, jego załodze przyszły z odsieczą wojska polsko-litewskie króla Władysława IV i zadały klęskę Rosjanom w bitwie pod Smoleńskiem, a nawet odzyskały część ziem litewskich zajmowanych przez Moskwę. Wojna zakończyła się podpisaniem wieczystego pokoju w Polanowie.

## Geneza
Tuż po zakończeniu wojny polsko-rosyjskiej z lat 1609–1618 w Rosji powstała partia wojenna, której zamiarem było przygotowanie odwetu za doznane od Rzeczypospolitej krzywdy i upokorzenia. W jej skład weszli najbliżsi współpracownicy patriarchy Filareta – kniaź Iwan Czerkaski, kniaź Borys Łykow, okolniczy Artemij Izmaiłow oraz dowódca obrony Smoleńska Michaił Szein.
Świat zdawał sobie sprawę, że Rosja będzie chciała zrewanżować się Rzeczypospolitej za doznane upokorzenia. Stąd co jakiś czas pojawiały się propozycje antypolskiego sojuszu – w 1620 król Szwecji Gustaw II Adolf proponował wspólne uderzenie na Rzeczpospolitą, na co Rosja nie przystała z braku zaufania co do rzeczywistych szwedzkich intencji. Z kolei rok później z propozycją sojuszu wystąpiła Turcja.
Pamiętna własnych smutnych doświadczeń Rosja postanowiła tymczasowo nie angażować się w żadne antypolskie sojusze i skoncentrować się na rozbudowie i modernizacji własnej armii. Z tego powodu odrzucono drugą propozycję sojuszu przeciwko Rzeczypospolitej ze strony Gustawa Adolfa, złożoną w 1626 roku.
Choć Rosja i Rzeczpospolita nie walczyły ze sobą, to jednak oba państwa zajęły jednoznaczną postawę odnośnie do toczącej się w tym okresie wojny trzydziestoletniej. Król Zygmunt III Waza zdecydowanie opowiedział się po stronie katolickiej, zezwalając habsburskim agentom na werbunek ochotników w Polsce, ponadto udzielał Habsburgom wsparcia dyplomatycznego. Rosja przeciwnie – stanęła po stronie przeciwnej, otwierając swe państwo przed kupcami protestanckimi. Tanie produkty rolniczo-leśne szerokim strumieniem popłynęły do Holandii, Danii i Szwecji – według kanclerza Oxenstierny tylko sama Szwecja otrzymała przez port w Archangielsku 7000 ton rosyjskiego zboża. Pod koniec lat 20. Rosja była coraz bliżej decyzji o wznowieniu wojny z Rzecząpospolitą.
Rosyjskie plany wojenne zbiegły się w czasie z intensywną akcją dyplomatyczną Szwecji i Francji, które dążyły do stworzenia antypolskiej koalicji. Z powodu niekorzystnego przebiegu wojny trzydziestoletniej zarówno Gustaw Adolf, jak i kardynał Richelieu pragnęli jak najszybciej zakończyć wojnę o ujście Wisły i przerzucić armię szwedzką na teren Rzeszy. Z tego powodu próbowano utworzyć wspólny blok państw prawosławnych, islamskich i protestanckich wymierzony w Rzeczpospolitą. Alians ten utworzyć miały Rosja, Turcja, Tatarzy, Siedmiogród oraz Kozacy zaporoscy.
Antypolskie knowania skupiały się w Stambule, gdzie kierował nimi holenderski rezydent Korneliusz Haga, a wspierał go patriarcha Konstantynopola Cyryl I Lukaris. To dzięki jego zabiegom sułtan już w 1627 roku zdecydował się wysłać do Moskwy swego posła Tomasza Kantakuzena, gdzie złożył on Rosji propozycję sojuszu wymierzonego w Rzeczpospolitą. Ponieważ patriarcha Filaret postawił warunek, że Rosja wystąpi zbrojnie dopiero wtedy, gdy Turcja pierwsza zaatakuje Polskę, rozmowy zakończyły się fiaskiem.
Do koncepcji sojuszu z Turcją Moskwa powróciła dopiero tuż przed decyzją ataku na Smoleńsk. Tymczasem kończący wojnę o ujście Wisły rozejm w Altmarku (26 września 1629) umożliwił Szwecji wmieszanie się do toczącej się już od 11 lat wojny trzydziestoletniej. By zabezpieczyć szwedzkie działania w Niemczech, Francja i Szwecja nasiliły działania dyplomatyczne mogące uwikłać Polskę w wojnę z Rosją. W tym celu z Królewca do Moskwy wyruszył francuski poseł Louis Deshayes – oficjalnie miał przedstawić projekt handlu francusko-perskiego przez obszar Rosji, a w rzeczywistości zamierzał nakłonić patriarchę Filareta do ścisłej współpracy z sojuszem antyhabsburskim. Francja liczyła, że sama możliwość ataku ze strony Rosji i Turcji powstrzyma Rzeczpospolitą przed wmieszaniem się w wojnę toczoną na obszarze Niemiec.
Francji wystarczało samo zagrożenie atakiem rosyjskim, natomiast Szwecja pragnęła doprowadzić do wojny polsko-rosyjskiej. W tym celu w lutym 1630 roku Gustaw Adolf wysłał do Moskwy posła Antoniego Moniera, który spotkał się z patriarchą Filaretem i bojarami. Poseł szwedzki dowodził, że siła Polski w dużej mierze opiera się na wsparciu Cesarstwa, toteż atak szwedzki na Rzeszę jest w interesie Rosji. Proponował, by Rosja przyłączyła się do antykatolickiego sojuszu i zaatakowała Polskę. Posła szwedzkiego poinformowano, że Rosja zamierza uprzedzić spodziewane zerwanie rozejmu dywilińskiego przez Polskę i pomści doznane w poprzedniej wojnie krzywdy. Była to pierwsza otwarta zapowiedź, że Rosja zamierza uderzyć na Rzeczpospolitą. Moskwa liczyła na pomoc szwedzką w przygotowaniu swej armii do wojny.
Monier wrócił do Szwecji w kwietniu 1630, czyli jeszcze przed wyprawą Gustawa Adolfa do Niemiec. Wieści, jakie przywiózł poseł, uświadomiły Szwedom że Rosja, choć chętna do wojny, tak szybko nie zaatakuje. Tuż przed wyprawą wysłano ze Sztokholmu kolejnego posła, Johana Müllera, by dokończył rozpoczęte rokowania. Dodatkowym zadaniem posła był zakup rosyjskiego zboża. Jednak Müller nie został wpuszczony do Moskwy, lecz skierowany do Archangielska. Rosja wolała jeszcze poczekać na rozwój wypadków w Niemczech, o których donosił carowi przebywający w Rydze agent Gustawa Adolfa Jakub Roussel.
Na początku 1631 roku car Michał I Romanow przygotowywał ekspedycję mającą dokonać na zachodzie werbunku żołnierzy, którą zaopatrzył w podobnie brzmiące listy do władców Anglii, Danii i Holandii. Car w listach zawiadamiał o swym zamiarze zaatakowania Polski, a jej monarchę Zygmunta III obarczył winą za przyszły konflikt. Ze względu na wspólnego katolickiego wroga car domagał się od protestanckich państw pomocy w zakupie broni i werbunku żołnierzy. Na czele ekspedycji stanęli pułkownik Aleksander Lesley oraz posłowie carscy – stolnik Plemiannikow i poddiaczy Aristow.
Przez wiele miesięcy trwała nasilona akcja szwedzkiej dyplomacji dążącej do jak najszybszego rzucenia wojsk carskich na Polskę i Litwę. Jakub Roussel radził, by zaciągniętych na Zachodzie żołnierzy nie transportować do Rosji, lecz zostawić ich na miejscu, by w stosownej chwili zaatakować z ich pomocą Polskę od strony Śląska.
Zaopatrzony w pełnomocnictwa i instrukcje Gustawa Adolfa poseł szwedzki Antoni Monier wjechał do Moskwy 15 maja 1631 roku. Zaproponował on carowi, że najemnicy, których agenci carscy już zaciągnęli, zostaną przetransportowani do Rosji, ale jednocześnie polecał, by nająć na obszarze Rzeszy zajętym przez Szwedów 10 000 piechoty i 2000 jazdy, by z ich pomocą uderzyć na Polskę od Śląska lub od Pomorza Zachodniego. Siłami tymi dowodzić mieli doświadczeni dowódcy szwedzcy, jak pułkownik Horn lub generał Helm von Wrangel, a car miał jedynie pokrywać koszty utrzymania tej armii szacowane na 100 000 rubli miesięcznie. Rosja ze swej strony miała nie zawierać separatystycznego pokoju z Rzecząpospolitą i zwiększyć dostawy żywności do Szwecji. Car Michał i patriarcha Filaret przystali na tę koncepcję, jednak przerażeni wysokimi kosztami najemnej armii zaproponowali zmniejszenie ilości piechoty do 5000 żołnierzy wspartych przez jazdę rosyjską. Gustaw Adolf miał zdecydować, czy uda się przetransportować jazdę rosyjską do Niemiec, czy też drugie uderzenie zostanie przeprowadzone od strony Inflant. Ponieważ Rosja nie ufała Szwedom, chciała też wiedzieć, jak zostanie uzasadnione zerwanie szwedzkiego rozejmu z Polską.
W czerwcu 1631 posłowie carscy spotkali się z Gustawem Adolfem na zamku Oderburg w Grabowie pod Szczecinem, gdzie z powodu planowanej ofensywy Gustaw Adolf nie był w stanie udzielić im pomocy. Poradził pułkownikowi Lesleyowi, by w imieniu króla Szwecji przeprowadził werbunek wojsk zaciężnych dla cara na obszarze Meklemburgii i Pomorza, skąd żołnierze byliby wysyłani do Moskwy.
Przybyły w czerwcu 1631 Johan Müller (kilka miesięcy później został stałym rezydentem Szwecji w Moskwie) zaznaczył, że Szwecja nie zamierza zrywać rozejmu z Polską, toteż atak od strony Inflant jest niemożliwy, gdyż oznaczałby złamanie traktatu rozejmowego. Z tego powodu uderzenie zwerbowanych przez cara wojsk może być przeprowadzone tylko od strony Śląska lub Pomorza. Ponadto naruszenie z jakichkolwiek powodów granic Rzeszy przez Polskę złamałoby traktat altmarski i umożliwiłoby Szwedom włączenie się do wojny z Polską. Wiedząc też, że car z powodu dużych kosztów utrzymania chce ograniczyć ilość zwerbowanej piechoty, zawiadomił, że Gustaw Adolf gotów jest wspomóc Rosjan dwoma regimentami własnej piechoty.
W czasie gdy kniaź Czerkaski prowadził rozmowy z Müllerem, car i patriarcha Filaret zwołali tajną naradę bojarów, na której podjęto decyzję o rozpoczęciu wojny z Rzecząpospolitą. Wiadomość o tym przesłano przebywającym w Szczecinie posłom rosyjskim Plemiennikowowi i Aristowowi, a ci zawiadomili o tym króla Szwecji. Gustaw Adolf obiecał ze swej strony wszelką pomoc w werbunku żołnierzy, a 21 czerwca 1631 wręczył posłom list do cara wyrażający radość z rosyjskiej decyzji. Zabezpieczony na swych tyłach Gustaw Adolf mógł podjąć śmielsze działania na terenie Rzeszy.
Ponieważ w 1631 roku doszło do nasilenia działań podczas wojny trzydziestoletniej, rekrutacja wojsk zaciężnych była szczególnie trudna, gdyż intensywne zaciągi na obszarze Rzeszy prowadzili także Szwedzi, Duńczycy, Holendrzy, Anglicy, Sasi, Brandenburczycy oraz cesarz. Z tego powodu posłowie carscy musieli za te same pieniądze najmować gorzej wyszkolonych żołnierzy i oficerów. W tej rozpaczliwej sytuacji decydowano się nawet na zaciąg katolików. Pod koniec 1631 zaczęły przybywać do Moskwy pierwsze oddziały cudzoziemskie, złożone ze Szwedów, Niemców, Holendrów, Anglików, Szkotów, Francuzów i Włochów. Cały werbunek trwał do wiosny 1632 roku – udało się zwerbować jedynie 3500 żołnierzy z planowanych 7000. Choć planów nie udało się w pełni zrealizować, wielu cudzoziemskich oficerów, inżynierów i puszkarzy pomogło w reorganizacji carskiej piechoty.
Gdy Müller po podróży do Gustawa Adolfa wrócił do Moskwy, 16 stycznia 1632 roku został przyjęty przez cara. Razem z kniaziem Czerkaskim omówione zostały szczegóły podwójnego uderzenia na Rzeczpospolitą. Rosja zgodziła się zaciągnąć w Niemczech armię w sile 10 000 piechoty i 2000 jazdy, natomiast Szwedzi zgodzili się na obniżenie jej kosztów utrzymania do 80 000 rubli miesięcznie. List potwierdzający zawartą umowę oraz pismo do króla Szwecji Müller otrzymał 29 stycznia. Car pytał Gustawa Adolfa o szczegóły związane z zaciąganą armią oraz zawiadamiał, że zamierza uderzyć na Polskę wczesnym latem tego roku.
Cele wojny, jakie postawił sobie car były bardzo ambitne – Rosja miała zdobyć dla siebie Smoleńszczyznę, Czernihowszczyznę i Siewierszczyznę. Liczono także na zdobycie obszaru współczesnej Białorusi, co praktycznie oznaczało zniszczenie Wielkiego Księstwa Litewskiego. Gustaw Adolf natomiast zamierzał zdobyć Pomorze Gdańskie, ale przy większym powodzeniu pragnął zdobyć polski tron. Z chwilą wybuchu wojny Rosja powiększyła swoje i tak już ogromne pragnienia o lewobrzeżną Ukrainę z Kijowem.
Śmierć Zygmunta III (30 kwietnia 1632) wywołała entuzjazm wśród wrogów Polski, a Gustaw Adolf w swym piśmie gorąco zachęcał cara, by wykorzystał okres bezkrólewia. Car z kolei 20 czerwca 1632 w posłanym do króla Szwecji piśmie otwarcie poparł starania Gustawa Adolfa o koronę polską. Specjalny goniec Gustawa Adolfa, który przybył do Moskwy 20 sierpnia 1632, zawiadomił cara Michała i patriarchę Filareta, że oficerowie szwedzcy od wiosny werbują żołnierzy do armii, która ma zaatakować Polskę od zachodu.
Zaraz po tym, jak Sobór Ziemski podjął decyzję o wojnie z Rzecząpospolitą (20 czerwca 1632), car postanowił wysłać poselstwo do Turcji, na czele którego stali Pronczyszew i Burmasow.
Latem 1632 roku wydawało się już pewne, że Rzeczpospolitą czeka atak z dwóch stron – ze wschodu i z zachodu. Car Michał i patriarcha Filaret wysłali do króla Szwecji poselstwo pod przewodnictwem Puszkina i Gorichwostowa, którego celem było dopilnowanie realizacji szwedzko-rosyjskiego układu. Gdy posłowie dotarli do Nowogrodu nadeszła wieść o śmierci Gustawa Adolfa (zginął w bitwie pod Lützen 16 listopada). Mimo to postanowiono kontynuować podróż – poselstwo nad granicę fińską dotarło dopiero pod koniec 1632 roku. Gdy wreszcie posłowie przybyli do Sztokholmu, kanclerz Axel Oxenstierna przetrzymał ich do marca 1633 roku.

## Przygotowania wojenne Rosji
Pomimo braku stałej armii w XVI i XVII wieku Rosja potrafiła wystawiać potężne siły rzędu 100 tysięcy żołnierzy. Część tych sił stanowili posiadacze ziemscy, którzy z tej racji obowiązani byli do służby wojskowej. Wojska te uzupełniano na drodze werbunku – tą drogą tworzono oddziały strzeleckie złożone z ludzi, którzy w okresie pokoju zajmowali się rolnictwem i rzemiosłem. Także Kozacy i puszkarze powoływani byli poprzez werbunek. Wojska carskie uzupełniane były przez kontyngenty Tatarów, Baszkirów czy Czuwaszów. Najmowano także wojska cudzoziemskie.
Niemal cała jazda rosyjska składała się z ludzi wywodzących się z warstw feudalnych – bojarów, dworian i dzieci bojarskich. Uzbrojenie zależało od posiadanego majątku, a organizacja rosyjskiej kawalerii przypominała polskie pospolite ruszenie.
W 1630 roku rosyjska armia przekroczyła stan 90 000 żołnierzy, dzięki czemu zrównała się z poziomem sprzed kryzysu określanego mianem Wielkiej Smuty. Nie była to typowa stała armia, gdyż aż 70 000 żołnierzy przebywało w swych majątkach lub pracowało u siebie po różnych osiedlach i miastach na terenie całej Rosji. Tylko około 20 000 żołnierzy było pod bronią, by strzec granic państwa. Car i jego rada wciąż jednak uważali, że liczebność armii rosyjskiej jest za mała i dlatego przed przystąpieniem do wojny dążyli do dalszego zwiększenia liczebności swych wojsk.
Wiedząc o zacofaniu swej armii Rosjanie od lat prowadzili bardzo staranne przygotowania. Przeprowadzono głęboką reformę armii – w zakładach hutniczych odlewano działa na wzór holenderski, wzorując się na Szwedach wprowadzono lekkie działka regimentowe, które miały towarzyszyć piechocie. W Europie Zachodniej zakupiono 15 000 muszkietów. W 1629 roku podjęto decyzję o zaciągu wojsk cudzoziemskich.
Władze moskiewskie zaciągnęły do służby wielu doświadczonych oficerów z armii szwedzkiej, która właśnie pokazała swe wielkie walory w Niemczech, gdzie Szwecja zaangażowała się w wojnę trzydziestoletnią. Z powodu tej wojny Rosji nie udało się zaciągnąć 5000 piechoty cudzoziemskiej wyszkolonej w holenderskiej taktyce, gdyż wszyscy żołnierze zawodowi z Europy Zachodniej znaleźli zatrudnienie. Udało się zaciągnąć jedynie 3500 żołnierzy zachodnich o słabszym wyszkoleniu.
Z braku odpowiedniej ilości wojsk cudzoziemskich postanowiono wyszkolić własnych żołnierzy na modłę zachodnią. Odpowiednie projekty przygotował pułkownik Aleksander Lesley, a decyzję o ich realizacji podjęto wiosną 1630 roku. Pułki autoramentu cudzoziemskiego, składające się z poddanych cara wyszkolonych i uzbrojonych według wzorów zachodnioeuropejskich zwano w Moskwie „pułkami sołdatskimi”.
W kwietniu 1630 roku wojewodowie carscy otrzymali ukazy nakazujące przeprowadzenie ochotniczych zaciągów w warstwie najuboższej szlachty, czyli dzieci bojarskich. Choć ochotnicy mieli otrzymać broń zakupioną na koszt państwa, roczny żołd w wysokości 5 rubli i 3 kopiejki dziennie na wyżywienie, do września zgłosiło się zaledwie 60 ochotników. Gdy rozszerzono kategorię ludności dopuszczonej do służby w „pułkach sołdatskich” na Kozaków, Tatarów i wszelkich ludzi bez stałego zawodu i miejsca zamieszkania, zaciągi ruszyły pełną parą.
Na sposób zachodnioeuropejski przeszkolono pobieżnie w ciągu roku 7 pułków piechoty liczących razem 15 000 żołnierzy. Łącznie liczebność rosyjskich sił zbrojnych tuż przed rozpoczęciem wojny osiągnęła stan 120 000 żołnierzy. Szczególnie imponująco prezentowała się rosyjska artyleria – na wojnę z Polską wyprowadzono aż 256 dział i moździerzy. Jedynym mankamentem była zbyt duża ilość kalibrów, co utrudniało zaopatrzenie w amunicję. W czerwcu 1632 roku przystąpiono do formowania pułku rajtarii w sile 2000 żołnierzy. Zamierzano także sformować pułk dragonii w sile 1600 żołnierzy, jednak nie udało się tego dokonać przed końcem wojny.
Zbrojenia i utrzymanie wojsk wymagały ogromnych środków finansowych – 4 pułki cudzoziemskie pochłaniały rocznie około 250 000 rubli, a pułki sołdatskie oraz rajtaria kosztowały rocznie 580 000 rubli. Natomiast dla Szeina pod Smoleńsk wysłano na żołd 517 000 rubli. By pokryć ogromne koszty wojenne w 1633 roku całą ludność Rosji obłożono 20% podatkiem dochodowym, który decyzją patriarchy Filareta rozszerzono także na dobra cerkiewne i klasztorne. Cerkiew za sprawą Filareta już od 1631 płaciła też podatek gruntowy w miejsce obowiązku wystawiania rekruta, który przeznaczony został na żołd dla „pułków sołdatskich”.
Przygotowania wojenne objęły także prace fortyfikacyjne – przystąpiono do remontu umocnień wielu miast i zamków. Najbardziej intensywne prace prowadzono w latach 1630–1631 – kierownikami byli wojewodowie, a właściciele ziemscy zobowiązani zostali do oddelegowania wyznaczonej liczby poddanych do robót fortyfikacyjnych. Szczególną wagę przywiązano do polepszenia umocnień Wiaźmy i Możajska, które leżały na drodze ze Smoleńska do Moskwy. Poprawiono także umocnienia Briańska, Rylska, Masalska, Kozielska, Kaługi, Woroneża, Putywla i Kurska.
By wzmocnić swe siły car próbował nakłonić do wojny Kozaków dońskich i jaickich. Ostatecznie do Moskwy ściągnięto tylko 470 Kozaków dońskich dowodzonych przez atamanów Łariona Anisimowa, Fiodora Buruskowa i Wasyla Ślepego. Natomiast poseł carski Bogdan Zmijew sprawił, że w grudniu 1632 roku przybyło do Moskwy 800 Kozaków jaickich dowodzonych przez atamana Nikifora Prokopiejewa, który już w styczniu 1633 stanął pod Smoleńskiem.
Rosja, pomimo niedokończonych reform, postanowiła przystąpić do wojny, pragnąc wykorzystać zamieszanie związane z bezkrólewiem i wolną elekcją, licząc na zdobycie Smoleńska jeszcze przed wyborem nowego króla Polski.

## Przygotowania wojenne Polski
Województwo smoleńskie, wkrótce po jego odzyskaniu w 1611 roku, podzielono na dwa powiaty: smoleński i starodubowski. Powiaty podzielone zostały na ujezdy, które były moskiewskimi jednostkami wojskowo-administracyjnymi, pozostawionymi na Smoleńszczyźnie, Siewierszczyźnie i Czernichowszczyźnie, co odróżniało te obszary od reszty Rzeczypospolitej. Do powiatu smoleńskiego należały ujezdy: rosławski, dorohobuski, bielski, sierpiejski i newelski, natomiast do powiatu starodubowskiego należały ujezdy: starodubowski, poczepowski i trubecki. W każdym ujeździe główny ośrodek był twierdzą składającą się z obwarowanego miasta i zamku. Garnizonem broniącym miasta i zamku, zgodnie z konstytucją sejmową z 1613 roku, dowodził stale rezydujący na miejscu oficer w randze rotmistrza lub kapitana. Garnizony na smoleńszczyźnie, oprócz Smoleńska, nie miały wojsk zaciężnych i składały się tylko z Kozaków. W skład smoleńskiego garnizonu okresu pokoju wchodziła rota piechoty wojewodzińskiej i husaria królewicza Władysława, co razem z Kozakami dawało siłę liczącą 500-600 żołnierzy. Służący w garnizonach Kozacy nie dostawali żołdu, zamiast którego trzymali grunty pod miastami zwolnione od wszelkich podatków. Podlegali jedynie jurysdykcji wojewodów, starostów lub dowódców garnizonu. Obok konstytucji z 1613 roku sejm, zdając sobie sprawę ze znaczenia tych ziem, uchwalił konstytucje dotyczące systemu obronnego w 1620, 1629 i 1631 roku. Z braku dostatecznej ilości środków finansowych nie zostały one jednak dostatecznie zrealizowane.
W razie wojny hetmani zaciągali żołnierzy i kierowali ich do podległych sobie twierdz. Ponieważ od wystawienia listów przypowiednich do wystawienia zaciężnej roty mija dużo czasu, a sami Kozacy są zbyt słabą siłą w przypadku dłuższego oblężenia, obrona zamków Smoleńszczyzny, Czernihowszczyzny i Siewierszczyzny wzmocniona została przez pospolite ruszenie, gdzie obywatele każdego z ujezdów mieli obowiązek stawiać się w murach odpowiednich twierdz. W odróżnieniu od reszty Rzeczypospolitej obowiązek pospolitego ruszenia obejmował całą szlachtę bez względu na posiadany majątek. Jeśli szlachcic służył już w wojsku zaciężnym musiał posyłać zastępcę. Pospolite ruszenie tych ziem powiększane było dodatkowo o tych mieszczan, którzy posiadali nadania ziemskie. Za niestawienie się na pospolite ruszenie groziła konfiskata dóbr (po wojnie skonfiskowano z tego powodu dobra 13 osób). Pospolite ruszenie tych obszarów miało wyższą wartość bojową, gdyż na ogół ziemię nadawano tu byłym żołnierzom. Mieszczan angażowano do obrony dopiero wtedy, gdy dochodziło do bezpośredniej walki z oblegającym miasto nieprzyjacielem. Obroną Smoleńszczyzny kierował w całości wojewoda smoleński – od 1625 roku był nim Aleksander Korwin Gosiewski. Nowy wojewoda smoleński szybko zorientował się, że szykuje się atak ze strony Rosji, toteż zaraz po objęciu obowiązków (w 1629 roku) przystąpił do prac nad podniesieniem obronności Smoleńska i innych zamków w województwie.
W 1629 roku rozejm altmarski (26 września) przerwał niepomyślną dla Polski wojnę ze Szwecją, odblokowując Wisłę i dając szansę na kilka lat wytchnienia. Spodziewano się rychłego bezkrólewia w związku z którym istniały obawy, że zostanie ono wykorzystane przez państwa nieprzyjazne Rzeczypospolitej. Szczególne obawy wzbudzała wizja sojuszu szwedzko-rosyjskiego, dlatego już w 1629 roku wysłano do Moskwy posłańca, który miał za zadanie zbadać intencje Rosjan, jednak nie został on dopuszczony do stolicy. Na sejmie jesiennym 1629 roku omawiano niepokojące wieści o zakupach broni dokonywanych na Zachodzie przez carskich agentów. Obawy wzbudzały także próby nakłonienia sułtana Murada IV do wojny z Polską. Turków przed wystąpieniem powstrzymywała jednak długotrwała wojna z Persją.
Polska po wojnie ze Szwecją była wyczerpana – wobec niskich dochodów skarbu państwo w 1630 roku było zadłużone na 4 miliony złotych, a nieopłacone wojsko groziło konfederacją. Do 1632 roku Litwa zdołała spłacić swoje zaległości, jednak Korona wciąż miała 800 tys. złotych długów. O ile w okresie wojen szwedzkich Litwa utrzymywała 3000 żołnierzy zaciężnych, to po zawarciu pokoju zostały one rozpuszczone. Oczywiste było, że sami Kozacy, pospolite ruszenie i wojska powiatowe nie zdołają obronić Smoleńszczyzny przed Rosją.
Szwedzcy agenci, pragnący zabezpieczyć szwedzkie operacje wojskowe w Niemczech, usiłowali wywołać w Rzeczypospolitej rozruchy wewnętrzne – próbowano podburzać zarówno Kozaków, jak i protestantów. By uniknąć niepokojów wewnętrznych konieczne były więc ustępstwa wobec ludności prawosławnej, Kozaków i protestantów. Na Ukrainie stłumiono powstanie Tarasa Fedorowicza, a nowy hetman zaporoski Iwan Petrażycki nie dawał się wciągać w żadne antypolskie intrygi. Agentów szwedzkich, którzy pragnęli skłonić Zaporoże do buntu sami Kozacy przekazali hetmanowi Stanisławowi Koniecpolskiemu. Na początku 1632 roku Jakub Roussel rozesłał listy do senatorów agitujące na rzecz kandydatury króla Szwecji Gustawa Adolfa, co wywołało powszechne oburzenie w całej Rzeczypospolitej.
Gdy układy między Szwecją a Rosją stały się oczywiste, król Zygmunt III rozesłał legacje na lutowe sejmiki, w których za główny powód zwołania sejmu uznał zagrożenie wojną ze strony Rosji. Na sejmikach podkreślano, że wojna jest już pewna i wybuchnie w 1632 roku.
W marcu 1632 roku Austria i Hiszpania zaproponowały Polsce udział w wojnie trzydziestoletniej, jednak Zygmunt III Waza odmówił ze względu na coraz bardziej realne zagrożenie ze strony Rosji, a także ze strony Turcji.
Dzięki znakomitej służbie wywiadowczej hetman i kanclerz wielki litewski Lew Sapieha był bardzo dobrze zorientowany w sprawach rosyjsko-szwedzkich pertraktacji. W dniu 31 marca 1632 roku przedstawił on na sejmie pełny obraz sytuacji. Posłowie poznali więc plan dwustronnego uderzenia na Rzeczpospolitą oraz zamiary rozbioru większości obszarów Korony i Litwy. Informacje kanclerza potwierdziły listy, które przybyły na początku obrad sejmowych od dowódcy dorohobuskiego garnizonu Jerzego Łuskiny. Dotarła też wieść, że Rosjanie nie wpuścili do Moskwy posła cesarskiego Atanazjusza Consiliarusa, gdyż większość jego służby stanowili Polacy. Groźnie brzmiały wieści o gromadzeniu wojsk i licznych strażach na drogach w pobliżu polsko-rosyjskiej granicy.
Pod wpływem nadchodzących wieści posłowie 1 kwietnia uchwalili konstytucję „O Moskwie”. Planowano powołać komisję do prowadzenia pertraktacji, a na wypadek wojny ustalono, że przeciw Rosji ruszy wraz z armią królewicz Władysław. Na kolejnym sejmie uchwalono powołanie pod broń 4500 żołnierzy, co spotkało się z krytyką ze strony hetmana polnego litewskiego Krzysztofa Radziwiłła, który twierdził, że pełne zabezpieczenie przed Rosją może dać armia w sile 20 000 żołnierzy. Posłowie uważali, że nie wolno narażać skarbu państwa na zbyt wielkie wydatki związane z utrzymaniem dużych sił, gdyż nie jest pewne, kiedy dojdzie do wybuchu wojny. Większość kosztów przerzucona została na skarb Wielkiego Księstwa Litewskiego.
Już w kwietniu 1632 Krzysztof Radziwiłł zwrócił się do Lwa Sapiehy, by rozpoczął zaciągi ustalonej przez sejm liczby wojska, ten odmówił. Gdy nagle, 30 kwietnia 1632 roku, zmarł król Zygmunt III, Rzeczpospolita nie była jeszcze gotowa do odparcia najazdu. Nie wydano ani jednego listu przypowiedniego. Do wojny jednak nie doszło, gdyż także Rosja nie dokończyła swych wojennych przygotowań. Rada senatu 7 maja postanowiła przekazać hetmanom pewne środki pieniężne na dokonanie zaciągu. Hetmana Lwa Sapiehę zobowiązano do zabezpieczenia twierdz Smoleńsk, Dorohobuż, Biała, Rewel, Połock, Witebsk i Dyneburg. To skłoniło hetmana wielkiego do wydania pierwszych listów zapowiednich na zaciąg wojsk pieszych do służby w pogranicznych twierdzach. Jednocześnie prymas Jan Wężyk wydał uniwersał ostrzegający mieszkańców województwa smoleńskiego przed wojną. Ci, co obowiązani byli stawić się na pospolite ruszenie, mieli obowiązek gromadzenia zapasów żywności i broni w twierdzach, w których mieli się stawić na wezwanie wojewody lub dowódcy garnizonu. Pospolite ruszenie zwoływano na razie tylko w województwie smoleńskim, natomiast pozostałe województwa litewskie hetman ostrzegł przed groźbą ataku ze strony Rosji ze wschodu i Szwecji z północy.
Na zagrożonej wojną Litwie doszło 15 maja 1632 w Wilnie do zwołania zjazdu senatorów, szlachty i deputatów do trybunału. Dyskutowano o koniecznych formach obrony, a hetman Krzysztof Radziwiłł radził wysłać do Moskwy gońca dla zainicjowania rozmów pokojowych, co umożliwiłoby dokładne rozpoznanie stopnia rosyjskich przygotowań wojennych. Na zakończenie zjazdu hetman polny w liście do prymasa ostrzegał, że Rosja przygotowała armię inwazyjną w sile 62 000 żołnierzy.
Nieobecni na konwokacji wileńskiej senatorzy, w tym hetman wielki Lew Sapieha, nie uznali jej ustaleń. Sapieha wystawił listy przypowiednie pozwalające zaciągnąć jedynie 1150 żołnierzy, co było znacznie poniżej tego, czego domagał się hetman polny Krzysztof Radziwiłł. Hetman wielki był przekonany, że wojna nie wybuchnie tak szybko i nie chciał obciążać skarbu litewskiego kosztami utrzymania zbyt licznych wojsk. Jego zdaniem wystarczyło na początek obsadzić wojskami zaciężnymi zagrożone najazdem twierdze.
Zaangażowanie się Szwecji w Niemczech oraz trwający ponad miesiąc od śmierci króla spokój na granicy z Rosją uśpił posłów obradujących w czerwcu 1632 roku na sejmie konwokacyjnym. Nawet nieprzepuszczenie przez granicę rosyjską gońca Marcina Koszczyca z listami polskich senatorów do bojarów nie zaniepokoiło posłów, gdyż wcześniej też dochodziło do takich incydentów. Tylko hetman Krzysztof Radziwiłł, jako marszałek sejmu, domagał się dodatkowych podatków na zaciągi. Ostatecznie na zakończenie sejmu, 15 i 16 lipca, potwierdzono uchwały poprzedniego sejmu o zaciągu 4500 żołnierzy na Litwie i 6000 żołnierzy w Koronie dla obrony Ukrainy i Podola przed Tatarami i Turkami.
Do października 1632 hetman polny Krzysztof Radziwiłł zaciągnął 2000 żołnierzy, a hetman wielki Lew Sapieha – 2500 żołnierzy. Do 10 pogranicznych zamków skierowano wojska zaciężne w sile 1340 żołnierzy (1160 piechoty i 180 jazdy). Dorohobuż (dowódca Jerzy Łuskina) otrzymał 200 piechoty i 100 jazdy, Biała (dowódca Filip Bucholtz) otrzymała 100 piechoty, Dyneburg (dowódca Seweryn Jezierzyński) otrzymał 100 piechoty, Newel (dowódca Piotr Mrowiński) otrzymał 60 piechoty, Uświat otrzymał 60 piechoty i 60 jazdy, Wieliż otrzymał 120 piechoty, Połock (dowódca Lisowski) otrzymał 200 piechoty, Starodub (dowódca Maskiewicz) otrzymał 100 piechoty, Witebsk (dowódca Ruszczyc) otrzymał 200 piechoty oraz Homel otrzymał 40 piechoty. Oczywiście załoga nie składała się tylko z żołnierzy zaciężnych – byli tam jeszcze miejscowi Kozacy, pospolite ruszenie, a w razie oblężenia powoływano też mieszczan.
Zdecydowanie najsilniejszą załogą dysponował Smoleńsk, który miał pod bronią 2212 ludzi. W skład załogi wchodziło 1447 żołnierzy zaciężnych, w tym 884 piechoty (700 polskiej i 184 niemieckiej), 531 jazdy (w tym 250 husarii) i 32 puszkarzy. Załogę uzupełniało 279 kozaków służebnych, 3 strażników murów oraz 443 ludzi z pospolitego ruszenia.
Sejm elekcyjny, który 8 listopada 1632 roku jednogłośnie opowiedział się po stronie Władysława Wazy, zakończył się 15 listopada bez podjęcia jakiejkolwiek decyzji w sprawie podatków na wojsko odnośnie do toczącej się wojny. Pozostało odwołanie się zwołanych na grudzień sejmików. Z ostatecznymi decyzjami w sprawie zaciągu i finansowania armii trzeba było zaczekać dopiero na sejm koronacyjny.
Ze względu na zagrożenie ze strony Turcji nie można było posłać pod Smoleńsk sił stojących na Ukrainie, ale Władysław jeszcze w trakcie sejmu elekcyjnego obiecał wystawić własnym kosztem 1000 żołnierzy. Na początku grudnia wysłał pod Orszę 300 dragonów oraz 100 kozaków wchodzących w skład jego gwardii. Jednocześnie zbierał fundusze, zastawiając własne klejnoty i przeznaczając na żołd dochody z dóbr stołowych. Także hetman wielki Lew Sapieha przeznaczył na wojnę 31 000 złotych.
Sejm koronacyjny rozpoczął obrady w końcu stycznia 1633 roku. Po długotrwałym sporze powołano 19 lutego komisję do „wojny moskiewskiej”, w której skład weszło 21 posłów oraz 4 senatorów (Stanisław Koniecpolski, Jakub Sobieski, Albrycht Stanisław Radziwiłł i Stanisław Lubomirski). Komisja w ciągu jednego dnia utworzyła wykaz potrzebnych na wojnę z Rosją oddziałów i oceniła potrzebne na ten cel koszty. Sejm bez protestów zaaprobował te decyzje. Do walki z Rosją miała być utworzona armia licząca 23 000 stawek żołdu – do jej składu zaliczono siły hetmana polnego litewskiego Krzysztofa Radziwiłła, które już stawiały opór Rosjanom w walkach podjazdowych oraz posiłki z Ukrainy, które miał posłać hetman koronny Stanisław Koniecpolski, liczące 2330 żołnierzy kwarcianych (380 husarzy, 1800 kozaków i 150 piechoty). Spośród 23 000 stawek żołdu miało być 14 910 porcji piechoty i dragonii oraz 8090 porcji jazdy. Armia litewska miała liczyć 7680 żołnierzy (w tym 2705 żołnierzy w załogach zamków), a armia koronna 15 320 żołnierzy. W skład tej armii miało wchodzić 2770 husarii, 3860 kozaków, 1460 rajtarów, 2050 dragonów, 2600 piechoty polskiej i 10 260 piechoty niemieckiej.
Podczas realizacji zaplanowanych przygotowań w listach przypowiednich przekroczono założony etat, zmieniając przy tym nieco strukturę armii. Zmobilizowana armia liczyła 24 000 stawek żołdu, co po odliczeniu ślepych porcji na oficerów i podoficerów dawało około 21 500 żołnierzy, w tym 14 700 porcji (około 13 200 żołnierzy) piechoty i dragonii oraz 9300 porcji (około 8300 żołnierzy) jazdy. Armia królewska, mając 61% piechoty i dragonii oraz 39% jazdy, składała się z następujących wojsk: 24 chorągwi husarii (3220 porcji), 27 chorągwi kozackich (3600 porcji), 10 rot rajtarii (1700 porcji), 7 chorągwi petyhorców (780 porcji), 7 regimentów dragonii (2250 porcji), 10 regimentów i 5 rot piechoty niemieckiej (10 700 porcji) i 11 rot piechoty polskiej (1750 porcji).
By skutecznie walczyć z umocnionymi obozami rosyjskimi pod Smoleńskiem utworzono specjalne wojska inżynieryjno-techniczne złożone z kompanii po około 100 żołnierzy. Obok uzbrojenia w postaci muszkietu lub berdysza żołnierze ci wyposażeni zostali m.in. w narzędzia ciesielskie, kowalskie oraz sprzęt do kopania. Dowództwo nad tym korpusem inżynieryjno-technicznym powierzono królewskiemu inżynierowi Janowi Plejtnerowi.
Oszacowano, że roczne utrzymanie armii królewskiej kosztować będzie 3 106 480 złotych, nie licząc artylerii i sprzętu inżynieryjnego na które rocznie trzeba było wydać około 1 miliona złotych. Ponieważ sejmowe uchwały podatkowe dawały 2,5 miliona złotych, brakowało 1,6 miliona, które spodziewano się jednak uzyskać na następnym sejmie, w 1634 roku. Ze względu na powolne ściąganie podatków żołd dla całej armii za pierwszy kwartał służby tradycyjnie miał być pokryty z kredytów.
Ponieważ do końca 1632 roku zaciągnięto na wojnę z Moskwą już 8000 żołnierzy wojsk komputowych, pozostało do ustalonego etatu 15 000. By przyspieszyć zaciąg planowano zwerbować także cudzoziemców. W przypadku piechoty niemieckiej 3860 porcji miało przypaść na zaciągniętych cudzoziemców, a 6400 na Polaków wyszkolonych na niemiecką modłę. Ze względu na toczącą się wojnę trzydziestoletnią werbunek cudzoziemców zakończył się niepowodzeniem – stracono nawet sporą ilość pieniędzy, którą sprzeniewierzył Szkot Aleksander Stuart, mający dokonać zaciągu i przetransportowania 2000 żołnierzy w Anglii, Niderlandach i Francji.
Do prac nad planami wojennymi król Władysław IV zaangażował grono doświadczonych doradców, do których należeli Henryk Denhoff, Jakub Wejher, Gotthard Plater, Reinhold Rosen oraz wezwani z zagranicy Eliasz Arciszewski i Jakub Butler. Ponieważ Arciszewski za zabójstwo skazany został na infamię, mógł wrócić z Holandii tylko dzięki glejtowi królewskiemu. Butler natomiast był pułkownikiem w armii cesarskiej, jednak nie odmówił wezwaniu swego króla i za zgodą cesarskiego wodza Albrechta Wallensteina przyprowadził do Polski regiment dragonów liczący około 600 żołnierzy. Do grona królewskich doradców dołączył także wojewoda podolski Marcin Kazanowski.
W ramach wojennych przygotowań Adam Kisiel oraz hetman Stanisław Koniecpolski spotkali się z radą kozacką, gdzie uzyskali obietnicę pomocy ze strony Kozaków Zaporoskich. Kozacy nie zgodzili się na propozycję, by pod Smoleńsk maszerować przez obszar państwa moskiewskiego i w sierpniu 1633 roku szli przez Polesie i Białoruś, nie robiąc zgodnie z danym przyrzeczeniem żadnych szkód w mijanych dobrach szlacheckich i królewskich.

## Przebieg wojny

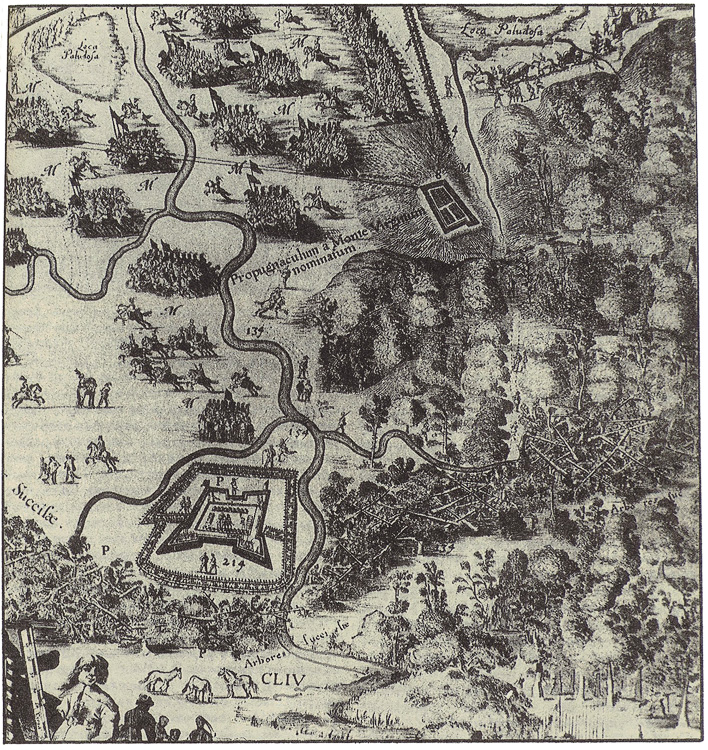
Oblężenie Smoleńska (1632–1634)

Gdy zwołany przez patriarchę Filareta Sobór Ziemski zdecydował 20 czerwca 1632 roku o wojnie z Polską, wyznaczono dwóch dowódców głównej armii – kniaziów Dymitra Mamstiurkowicza Czerkaskiego i Borysa Michajłowicza Łykowa. Gdy współpraca między obu wybranymi wodzami okazała się niemożliwa, naczelnym dowódcą mianowano Michała Borysowicza Szeina. Zastępcą Szeina został Artemij Wasylewicz Izmaiłow. Sztab armii tworzyli ponadto liczni rosyjscy wojewodowie, a także pułkownicy Gustawa Adolfa z Lesleyem na czele.
Działania wojenne Rosji opóźniły się nie tylko z powodu sporów w dowództwie, ale także ze względu na powolną koncentrację wojsk, a zamierzano zebrać możliwie najliczniejszą armię. Gdy już nie można było dłużej zwlekać, zgromadzona pod Moskwą armia 9 sierpnia 1632 roku otrzymała rozkaz wymarszu w kierunku Smoleńska.
Rosyjskie siły inwazyjne zgodnie z carskim rozkazem miały zebrać się w trzech punktach. Główna armia pod wodzą Michała Szeina dokończyła koncentrację w Możajsku, druga armia dowodzona przez Szymona Wasyliewicza Prozorowskiego i Iwana Kondyriewa zebrała się w Rżewie, a trzecia armia dowodzona przez Bogdana Nagoja skoncentrowała się w Kałudze. W czasie gdy Szein miał przeprowadzić główne uderzenie na Smoleńsk, pozostałe dwie armie miały zaatakować twierdze na północ i na południe od kierunku głównego uderzenia. Do tego wojewodowie wszystkich przygranicznych miast mieli obowiązek prowadzenia działań wojennych na całej granicy polsko-rosyjskiej. Łącznie do inwazji na Polskę skierowano siły liczące około 60 000 żołnierzy. Siłom tym towarzyszyła odpowiednio przygotowana artyleria licząca łącznie 256 dział i moździerzy, w tym 206 lekkich dział regimentowych oraz 50 dział oblężniczych. Większość artylerii (158 dział) przydzielona została armii głównej. Maszerującym wojskom towarzyszyli liczni inżynierowie, rzemieślnicy, zbrojmistrze oraz czeladź. Niezbędny sprzęt, broń oraz amunicja znajdowały się w taborach. Nigdy dotąd Rosja nie przygotowała przeciwko Polsce tak gruntownie wyszkolonej i wyposażonej armii.
Polska zdawała sobie już sprawę, że wojna jest pewna, dlatego wojska litewskie koncentrowały się pod Orszą. Według listów przypowiednich służba koncentrujących się oddziałów zaczynała się od 17 września. Wojska ściągały się jednak wolno.
Armia Szeina opuściła Możajsk 20 września po tym, jak wraz z żołdem w wysokości 80 000 rubli przybył carski rozkaz marszu na Wiaźmę. Zbyt duże opóźnienie przygotowań spowodowało, że wojna zaczęła się jesienią. Deszczowa pogoda wpłynęła na znaczące spowolnienie marszu, toteż armia rosyjska, a szczególnie artyleria, miała problemy z pokonywaniem błotnistego terenu.
Korzystając z bezkrólewia po śmierci króla Polski Zygmunta III Wazy, wojska rosyjskie 30 września 1632 roku przekroczyły granice Rzeczypospolitej, zrywając tym samym zawarty 14 lat wcześniej rozejm. Nie było to zaskoczeniem, gdyż powszechna była świadomość, że Rosja nie pogodziła się ze stratami poniesionymi w ostatniej wojnie i tylko czekała na okazję do rewanżu. Dodatkowym motywem była powszechna wtedy opinia o wielkim znaczeniu strategicznym Smoleńska, który z jednej strony uważano za bramę prowadzącą do Moskwy, a z drugiej za bramę prowadzącą do Wilna. Ponadto liczne krzyżujące się w Smoleńsku drogi handlowe dawały wielkie korzyści gospodarcze posiadającemu to miasto państwu.
Oprócz Smoleńska ziemi smoleńskiej broniło wiele mniejszych twierdz – były to Biała, Dorohobuż, Krasne, Sierpiejsk, Rosław, Mścisław, Krzyczew, Poczep, Starodub, Trubeck, Nowogród Siewierski i Czernihów.
Po przekroczeniu 30 września granicy wojska rosyjskie nie napotkały większego oporu, toteż bez trudu opanowały szereg małych twierdz broniących dostępu do Smoleńska. Na początku października pułki rosyjskie naruszyły granicę na szerokim, liczącym 700 kilometrów, froncie ciągnącym się od Inflant po ziemię czernihowską. Skoncentrowane w Rżewie wojska Szymona Prozorowskiego oraz stojące w Kałudze siły Bogdana Nagoja zaatakowały zamki na północ i południe od Smoleńska. Inni wojewodowie podjęli próbę odzyskania zamków utraconych w rozejmie dywilińskim.
Tymczasem główna armia Szeina posuwała się wolno, pokonując zaledwie kilka wiorst dziennie. Z tego powodu Szein dotarł do Wiaźmy dopiero 6 października, pokonując drogę liczącą 120 kilometrów w ciągu 16 dni. Do granicy z Polską brakowało jeszcze 20 kilometrów, a do Smoleńska – 150 kilometrów. Szein wydzielił silną straż przednią, która pod wodzą Fiodora Suchatina i Aleksandra Lesleya uderzyła na Dorohobuż, by otworzyć głównej armii drogę na Smoleńsk.
Pierwszą twierdzą, jaką zdobyli Rosjanie, był Sierpiejsk mający załogę w sile 60 Kozaków służebnych, 7 dział i 3 beczki prochu. Garnizon miasta skapitulował 22 października bez walki w chwili, gdy dowodzący Rosjanami kniaź Wasyl Gagarin odciął dopływ wody. Większość obrońców i ich rodziny przeszli na służbę u cara. Kilka dni później, 28 października, skapitulował Dorohobuż.
Choć stojący na czele głównej armii Szein przybył pod Dorohobuż dopiero 30 października, oblężenie Smoleńska zaczęło się w drugiej połowie października 1632 roku z chwilą pojawienia się tam pierwszych oddziałów rosyjskiej straży przedniej. Szein założył w Dorohobużu główny punkt zaopatrzeniowy.
Działający na północy wojewoda pskowski zdobył twierdze Krasny Horodok i Siebież, natomiast kniaź Repnin opanował Newel i Jezierzyszcze. Twierdza Biała skapitulowała 15 listopada przed wojskami wojewody Prozorowskiego na skutek zdrady Filipa Bucholtza, który razem z rodziną przeniósł się do Moskwy. Prozorowski nie poprzestał na tym i prąc na zachód zdobył kolejno Wieliż, Uświat i Suraż. Rosyjskie wydzielone oddziały opanowały leżące nad Dźwiną Oświej i Druję. Operujący na południe od Smoleńska wojewoda Nagoj zdobył 25 listopada Rosław, a następnie Krzyczew i Mścisław.
Pomimo zaopatrzenia aprowizacyjnego, armia Szeina zaczęła odczuwać głód już w listopadzie. Magazyny w Wiaźmie zaczęły się wyczerpywać, a wioski na Smoleńszczyźnie w ciągu kilku miesięcy ogołociły z paszy i żywności oddziały konne Gosiewskiego. Jeśli czegoś żołnierzy litewscy nie mogli zabrać, palili. Car obiecał dostawy z Moskwy i innych miast, jednak w tej chwili żołnierze rosyjscy cierpieli głód, co także miało swój wpływ na opóźnienie działań głównej armii. W tych warunkach do końca listopada zdezerterowało z armii Szeina 292 żołnierzy.
Jeszcze zanim większość sił Szeina znalazła się pod Smoleńskiem, musiał on ścierać się z polskimi podjazdami podchodzącymi pod Dorohobuż. Do pierwszego poważniejszego w tej wojnie starcia w polu między wojskami rosyjskimi a polskimi doszło 1 grudnia w odległości kilku mil od Smoleńska, przy trakcie mścisławskim. Rosyjski oddział jazdy w sile 150 żołnierzy zaskoczył chorągiew Adamowicza, która zbierała prowiant we wsi Obrazowa. Litwini ratowali się ucieczką i zostali rozproszeni, a Rosjanie wzięli do niewoli znaczną ilość czeladzi.
Główne siły Szeina opuściły Dorohobuż w grudniu, przez co regularne oblężenie twierdzy smoleńskiej rozpoczęło się dopiero w drugiej połowie grudnia. Będąca pod wodzą Szeina główna rosyjska armia liczyła łącznie 25 000 żołnierzy i 158 dział. Obrońcy dysponowali siłą 2212 ludzi załogi (w tym 1447 zaciężnych żołnierzy, 279 Kozaków służebnych i 483 szlachty z pospolitego ruszenia) i 170 działami.
Pod koniec grudnia wojewoda smoleński Aleksander Gosiewski miał pod Orszą kilka chorągwi, co było zbyt małą siłą, by można było skutecznie przeciwstawić się rosyjskiej inwazji. Gosiewski próbował utrzymywać kontakt z oblężonym Smoleńskiem oraz atakować rosyjskie podjazdy wysyłane na zachód od twierdzy. Niektórzy litewscy rotmistrze potrafili podejść pod sam obóz Szeina.
Pod Smoleńsk Rosja wysłała jednostki cudzoziemskie oraz rosyjskie pułki piechoty przeszkolone na sposób zachodnioeuropejski – łącznie 4 pułki cudzoziemskie w sile 3461 żołnierzy oraz 4 pułki rosyjskie wyszkolone na wzór cudzoziemski (czyli „pułki sołdatskie” – każdy po 1776 żołnierzy) dowodzone przez Aleksandra Lesleya, Indrykta van Damma, Wilhelma Rozworna i Tobiasza Unzena. Reszta sił rosyjskich miała za zadanie wtargnąć w głąb Rzeczypospolitej, by sparaliżować obronę i uniemożliwić dotarcie odsieczy. Rzeczpospolita w chwili ataku dysponowała niewielką armią w sile zaledwie 7000-8000 żołnierzy, toteż obronę Smoleńska wspomagały niewielkie siły dowodzone przez hetmana polnego litewskiego Krzysztofa Radziwiłła. Radziwiłł pomimo słabych sił potrafił skutecznie wspomóc obrońców, prowadząc dywersyjne działania na tyłach armii Szeina, a niekiedy nawet udawało mu się przerwać rosyjską blokadę.
Wojska rosyjskie działające z rejonu Briańska zdobyły Poczep, Trubczewsk i Starodub, po czym w styczniu połączyły się z siłami wojewody Bołotyna, które wcześniej zdobyły Nowogród Siewierski. Połączone wojska dotarły w okolice Homla. Jednocześnie oddziały rosyjskie operujące z Putywla na pograniczu ukraińskim zdobyły Romny, Baturyn, Borzno i Mirhorod. Łącznie do stycznia 1633 roku Rosjanie zdobyli 24 zamki i miasta, przy czym większość skapitulowała po krótkiej blokadzie, czyli podobnie jak Sierpiejsk. Jedynie znajdujące się w ziemi połockiej twierdze zdobyte zostały na skutek szturmów – były to Wieliż, Uświat, Jezierzyszcze, Mścisław, Suraż i Krzyczew. Do tego, że zaledwie w trzy miesiące Rosja opanowała ziemie litewskie na wschód od Dźwiny i Dniepru oraz całą Siewierszczyznę i Czernihowszczyznę, przyczyniły się słabe, w większości drewniane umocnienia miast oraz słabe garnizony.
Na początku stycznia wojewoda smoleński Aleksander Gosiewski z częścią sił przeniósł się do Bajowa, chcąc osłonić koncentrację reszty wojsk, nad którymi bezpośrednie dowództwo objął przybyły 18 stycznia 1633 roku do Orszy hetman polny Krzysztof Radziwiłł. Gdy hetman 26 stycznia ruszył z resztą wojsk do Bajowa, Gosiewski poddał się jego rozkazom.
W tych groźnych dla państwa okolicznościach styczniowy sejm koronacyjny odbył się bez poważniejszych konfliktów i uchwalił duże podatki na armię. Dzięki temu nowy król Władysław IV Waza mógł zabrać się energicznie za organizowanie odsieczy dla Smoleńska.
Przybycie hetmana Radziwiłła znacznie zwiększyło aktywność wojsk litewskich oraz przyspieszyło ich koncentrację, toteż siły litewskie między 18 a 29 stycznia wzrosły z 1245 do 3000 żołnierzy. Wkrótce obóz przeniesiono z Bajowa na wschód i założono go 1 lutego w Krasnem. Tu dotarła reszta oddziałów i 26 lutego dokonano przeglądu całości wojsk litewskich. Na miejscu było 7 chorągwi husarskich (867 koni), 8 chorągwi petyhorskich (1046 koni), regiment rajtarii (179 koni), 4 chorągwie dragonii (475 żołnierzy), 6 rot piechoty niemieckiej (1029 żołnierzy) i 6 rot piechoty polskiej (984 żołnierzy). W sumie było 4580 porcji (2567 jazdy i 2013 piechoty), co po uwzględnieniu tzw. ślepych porcji oznaczało, że stan liczebny armii litewskiej wynosił 4234 żołnierzy.
W lutym 1633 roku car, nie mogąc doczekać się powrotu poprzednich posłów, wysłał kolejne poselstwo do Turcji, na którego czele stali Daszkow i Samow. Rosji zależało na tym, by jak najszybciej Turcy uderzyli na Polskę, tym bardziej że koncepcja uderzenia z zachodu po śmierci Gustawa Adolfa w praktyce okazała się nierealna. W tym okresie głównie w okolicach Putywla operował, pustosząc carskie włości prywatne, młody kniaź Jeremi Wiśniowiecki. Wiśniowieckiego wspomagał w tym dziele kasztelan kamieniecki Aleksander Piaseczyński.
Od końca lutego 1633 roku siły Radziwiłła przystąpiły do intensywnych akcji dywersyjnych oraz wywiadowczych. Litwini paraliżowali rosyjskie linie komunikacyjne, zwalczali podjazdy, odwracając swoimi działaniami uwagę Rosjan od oblężenia Smoleńska. Przy okazji litewski sztab zdobywał informacje o sytuacji smoleńskiego garnizonu.
Pierwszego z hetmańskich posłańców chorągiew dowodzona przez Jana Owerkowicza doprowadziła pod same mury Smoleńska. Reszta petyhorskich chorągwi zwalczała rosyjskie posterunki stojące na zachód od Smoleńska, a niektóre przenikały głęboko na wschód, gdzie na trakcie dorohubskim atakowały transporty idące do obozu Szeina. Do hetmana doszły niepokojące wieści o tym, że w obleganym Smoleńsku zaczyna brakować amunicji.
W dniu 28 lutego 1633 utworzony został mieszany oddział złożony z husarzy i petyhorców w sile 550 jazdy, który dla zapewnienia siły ognia wzmocniono dwoma rotami dragonii dowodzonymi przez kapitanów Moora i Marwitza w sile 200 żołnierzy. Celem oddziału było dostać się za mury twierdzy smoleńskiej od najsłabiej strzeżonej północnej strony. Poza wzmocnieniem liczebnym załogi wyprawa miała dostarczyć amunicję i 10 000 złotych na żołd dla garnizonu. Wyprawą dowodził rotmistrz petyhorski Jerzy Jurzyc, a jego zastępcą był rotmistrz husarski Jerzy Wysocki. By wyprawa się powiodła, hetman Krzysztof Radziwiłł zamierzał zaatakować wojska Prozorowskiego, które pilnowały dwóch mostów przez Dniepr.
Oddział Jurzyca opuścił Krasne 1 marca, a następnie po nocy spędzonej we wsi Żarnówka, przeprawił się przez Dniepr. Następnego dnia posuwał się północnym brzegiem rzeki i pod osłoną nocy minął stanowiska rosyjskie. Hetman Krzysztof Radziwiłł i wojewoda Aleksander Gosiewski wraz z całą jazdą i prawdopodobnie z lekkimi działkami ruszyli 2 marca. Straż przednia pod wodzą wojewodzica smoleńskiego Mikołaja Abrahamowicza natknęła się przed północą na placówkę rosyjską leżącą nad rzeką Jesienną. Zaskoczeni Rosjanie zostali rozproszeni i ścigani byli aż do obozu Prozorowskiego. Atakowany przez wojska hetmana Prozorowski nie śmiał wyjść z obozu na otwarte pole, dzięki czemu Jurzyc niezauważony przeszedł przez most. Strzały z zapalonymi racami wystrzelone ze Smoleńska zawiadomiły hetmana, że oddział 3 marca dotarł do Smoleńska. Ponieważ zadanie zostało wykonane, i to przy minimalnych stratach własnych, hetman zarządził odwrót.
Wyprawa okazała się tylko częściowo udana, gdyż w nocy siły Jurzyca straciły ze sobą kontakt i do twierdzy dostało się jedynie 294 żołnierzy (53 husarzy, 141 petyhorców i 100 dragonów). Reszta licząca około 350 żołnierzy błąkała się po lasach i bezdrożach na północ od Smoleńska, tocząc o świcie walki z licznymi posterunkami rosyjskimi. Ogromna przewaga Rosjan spowodowała, że większość nie zdołała się uratować – 100 żołnierzy dotarło do wojsk hetmańskich, a reszta poległa lub dostała się do niewoli.
Także w innych rejonach ścierały się wojska litewskie i rosyjskie – pod Witebskiem zwalczał oddziały rosyjskie Samuel Sanguszko.
Ściągnięcie ciężkich dział z Moskwy wymagało wielkiego wysiłku, gdyż niektóre z nich wymagały aż kilkudziesięciu koni. Dlatego pierwsze ciężkie działa przybyły pod Smoleńsk dopiero na początku marca.
Gdy stojący w Krasnem hetman Radziwiłł otrzymał 20 marca wiadomość o braku żywności i amunicji w twierdzy smoleńskiej, postanowił posłać do Smoleńska piechotę z amunicją. W związku z tym 26 marca przeprowadził akcję, dzięki której wprowadzono do twierdzy 4 roty piechoty w sile 600 żołnierzy, a razem z nimi transport amunicji. Po drodze eskortujące piechotę chorągwie kozackie dowodzone przez wojskiego mścisławskiego Jakuba Madalińskiego rozbiły rosyjski pułk Lapunowa, biorąc do niewoli samego Lapunowa i kilku bojarów. Dzięki staraniom hetmana Sapiehy do Krasnego przybyły posiłki w sile trzech chorągwi jazdy, chorągwi Tatarów i roty piechoty niemieckiej dowodzonej przez Tomasza Deweya. Posiłki liczące w sumie 568 żołnierzy sprawiły, że mimo pomocy udzielonej Smoleńskowi siły hetmana Radziwiłła wciąż liczyły 3400 żołnierzy, mocno absorbując uwagę oblegającej Smoleńsk armii Szeina.
Król Władysław IV wykazał się wielkimi zdolnościami organizacyjnymi – osobiście nadzorował pisanie listów, rozkazów, uniwersałów, gromadzenie żywności, amunicji oraz sprzętu wojskowego. Na jego rozkaz ściągano z miast i arsenałów działa, prowadził też liczne narady z senatorami i hetmanami. Wiosną 1633 roku, gdy okazało się, że z Rosją sprzymierzyła się Turcją, skąd groziło Polsce drugie uderzenie, król zdecydował się podzielić wojska Rzeczypospolitej, zostawiając wojska kwarciane pilnującemu Ukrainy hetmanowi wielkiemu koronnemu Stanisławowi Koniecpolskiemu. Reszta sił ruszyła na Smoleńsk. W tym samym okresie, czyli wiosną 1633, pod Smoleńsk przybyli Tatarzy kazańscy i astrachańscy w sile 10–12 tys. żołnierzy, którzy osłaniali armię oblężniczą Szeina, prowadząc działania dywersyjno-wywiadowcze.
Stojąca pod Smoleńskiem oblężnicza armia rosyjska w ciężkich warunkach przetrwała zimę, jednak posiłki sprawiły, że na wiosnę jej stan liczebny wzrósł do 30 000 żołnierzy i 158 dział.
Na wieść o tym, że wojska Szeina przeprowadziły podkopy sięgające już pod mury Smoleńska i planują szturm na 29 kwietnia, znajdujący się w obozie pod Krasnem hetman polny litewski Krzysztof Radziwiłł postanowił dokonać dywersji. W tym celu zostawił w obozie część piechoty i ruszył, by uderzyć na obóz Prozorowskiego. Prozorowski i Nagoj nie zamierzali jednak wyjść spoza umocnień, toteż wojska Radziwiłła ograniczyły się jedynie do ostrzału rosyjskich pozycji. Dowództwo rosyjskie, widząc, że Radziwiłł zaangażował do walk nad rzeką Jesienną większość swych sił, postanowiło zaatakować obóz litewski w Krasnem. Wydzielono w tym celu duży oddział jazdy, w wyniku czego Radziwiłł zaprzestał działań przeciwko obozowi Prozorowskiego i ruszył na Krasne. Ten manewr hetmana litewskiego skłonił Rosjan do rezygnacji z całego przedsięwzięcia.
Kilka dni później hetman litewski wyprawił z Krasnego 2000 żołnierzy z amunicją oraz 40 beczkami prochu dla twierdzy, jednak wyprawa zakończyła się niepowodzeniem, gdyż rosyjska blokada Smoleńska okazała się nie do przebicia. Jedynym sukcesem było pobicie rosyjskiego podjazdu i wzięcie do niewoli syna Artemija Izmaiłowicza.
W dniu 9 maja 1633 roku na uroczystej mszy świętej odprawionej w kościele świętego Jana arcybiskup poświęcił rapier króla Władysława IV oraz chorągiew, co było aktem rozpoczynającym odsiecz królewską dla Smoleńska. Następnie król w towarzystwie licznego grona dostojników, brata Jana Kazimierza, liczącego 1200 żołnierzy regimentu piechoty Rosena i kilku chorągwi jazdy przeprawił się przez Wisłę i ruszył na wschód. Pozostałe oddziały miały dołączać do króla po drodze lub kierować się na Orszę.
W maju 1633 roku wojewodowie carscy spróbowali zdobyć Mścisław, o czym hetmanowi polnemu Krzysztofowi Radziwiłłowi doniosły podjazdy. Ten natychmiast zawiadomił załogę zagrożonej twierdzy oraz posłał kilka chorągwi jazdy pod wodzą Tomasza Sapiehy. Chorągwie te pod Mścisławem z marszu uderzyły na tyły rosyjskiej kolumny, a jednocześnie szlachta mścisławska wypadła zza wałów twierdzy i uderzyła na czoło Rosjan. Zepchnięci na brzeg Soży Rosjanie zmuszeni zostali do odwrotu.
W maju książę Jarema Wiśniowiecki, wzmocniony przez siły kasztelana kamienieckiego Aleksandra Piaseczyńskiego i przez Kozaków zaporoskich wiedzionych przez Michała Doroszenkę, dokonał ponownej akcji dywersyjnej w okolicach Putywla. Wiśniowiecki zamierzał przejść przez terytorium Rosji na północ, co mogłoby doprowadzić do przecięcia linii komunikacyjnych oblegającej Smoleńsk armii Szeina. Sprzeciwili się temu Kozacy, którzy uparli się, by zdobyć Putywl. Pod naciskiem ich żądań Jeremi Wiśniowiecki przystąpił 24 maja 1633 roku do oblężenia Putywla.
Gdy w końcu maja hetman polny Krzysztof Radziwiłł ciężko zachorował i musiał opuścić Krasne, a wojewoda Aleksander Gosiewski nie mógł być obecny, regimentarzem mianowany został wojski mścisławski Jakub Madaliński, który pełnił tę funkcję przez cały czerwiec. Kontynuował on działania dywersyjne, podczas których chorągiew Samuela Komorowskiego dotarła aż pod szańce głównego obozu Szeina, atakując przy okazji, i to z sukcesem, tabory z żywnością. Rotmistrz Samuel Smójski na czele czterech chorągwi kozackich pobił w potyczce nad rzeką Jesienną podjazd rosyjski. Wszystkie wysyłane pod Smoleńsk w celach dywersyjnych oddziały wracały do Krasnego z wieściami o rosyjskich przygotowaniach do szturmu.
Na początku czerwca 1633 roku wojewoda Wielkich Łuk Repnin razem z komendantem zdobytego Newla Pleszejewem podeszli nocą pod Połock, przeprowadzając o świcie atak, który dla obrońców okazał się całkowitym zaskoczeniem. Dzięki temu Rosjanie z miejsca zajęli miasto i dolny zamek. Szlachta broniła się w górnym zamku i obroniła się dzięki posiłkom, które przysłał im król.
W czerwcu 1633 roku przybyły pod Smoleńsk jeszcze dwa pułki sołdatskie – Jerzego Matissona i Wilhelma Kitta. Stan liczebny pułków rosyjskich wyszkolonych na wzór zachodnioeuropejski osiągnął 9100 żołnierzy, co wraz z pułkami cudzoziemskimi dawało 12 500 piechoty podzielonej na 10 pułków wspomaganych przez przybyły w sierpniu liczący 2400 żołnierzy pułk rajtarii z rotą dragońską dowodzony przez Charles’a d’Eberta.
Podczas oblężenia Putywla przez armię Jeremiego Wiśniowieckiego doszło do nieporozumień z Kozakami. Ci opuścili oblegających, na skutek czego Wiśniowiecki musiał zakończyć 19 czerwca 1633 oblężenie.
Gdy Madaliński dowiedział się o planowanym szturmie na 20 czerwca, ruszył z Krasnego, by wspomóc swą dywersją obrońców Smoleńska. W dniu szturmu jazda rosyjska uniemożliwiła dostęp do twierdzy, przez co Madaliński nie był w stanie wpłynąć na przebieg szturmu. W czasie czterogodzinnej potyczki Rosjanie ponieśli duże straty, podczas gdy Madaliński stracił kilku zabitych i kilkunastu rannych. Załoga Smoleńska sama, bez niczyjej pomocy, odparła ataki rosyjskiej piechoty.
Osłabiony odejściem Kozaków Jeremi Wiśniowiecki musiał zrezygnować z odsieczy dla Smoleńska, który mógł teraz liczyć tylko na króla. W tej sytuacji wojska Wiśniowieckiego rozpuściły niszczycielskie zagony w głąb państwa rosyjskiego, sięgające po Siewsk i Rylsk.
W dniu 24 czerwca 1633 król Władysław IV dotarł do Wilna, gdzie spotkał się z hetmanem polnym Krzysztofem Radziwiłłem. W stolicy Litwy król zatrzymał się na cały miesiąc.
Inżynierowie rosyjscy w lipcu przystąpili do dalszych prac minerskich przeciwko kolejnej baszcie. Napływające wieści o zbliżającej się odsieczy królewskiej coraz mocniej niepokoiły Rosjan, toteż zaczęło wyciekać coraz więcej żołnierzy z armii Szeina.
W obozie litewskim pod Krasnem także nastroje nie były najlepsze – z powodu braku żywności i wielomiesięcznych zaległości w wypłacie żołdu żołnierze zaczęli się burzyć. Niepowodzenia w walkach także nie poprawiały humorów – Rosjanie tak szczelnie otoczyli Smoleńsk, że mimo wielu prób i potyczek nie udało się w lipcu wprowadzić do twierdzy ani jednego żołnierza, a także nie udało się dostarczyć jakiejkolwiek ilości amunicji. Nastroje poprawił poseł królewski podkomorzy przemyski Jan Fredro, który zapowiedział, że wszelkie zaległości uregulowane zostaną po przybyciu króla. Fatalny był dzień 13 lipca, kiedy to kilka chorągwi wysłanych na północną stronę Dniepru dla nawiązania łączności z twierdzą poniosło porażkę w starciu z jazdą rosyjską Prozorowskiego. Stracono dwie chorągwie, a w czasie kilkumilowej ucieczki Rosjanie wzięli ponad 40 jeńców. Madaliński 28 lipca przeniósł obóz o półtorej mili na zachód od Krasnego, nad rzekę Wściosnę z powodu zarazy, jak wybuchła wśród koni. Ponowny wypad jazdy litewskiej w dniu 8 sierpnia także nic nie wskórał, gdyż nie udało się nawet powiadomić załogi Smoleńska o nadchodzącej odsieczy.
Fortyfikacje twierdzy smoleńskiej były niedawno naprawione i unowocześnione przez wojewodę smoleńskiego Aleksandra Gosiewskiego, dlatego też obrońcy mogli stawiać długotrwały opór. Oblężenie trwało ponad dziesięć miesięcy.
Król Władysław IV przybył do Orszy 17 sierpnia 1633 roku. Na miejscu koncentracji nie było jeszcze większości jazdy i piechoty. Wciąż nie przybyła jeszcze artyleria oraz tabory z amunicją i żywnością. Powolne tempo marszu polskich oddziałów wynikało z faktu, że wiele chorągwi dochodziło do swego stanu etatowego w trakcie marszu, a inne oddziały maszerując w kierunku Orszy prowadziły po drodze intensywne szkolenia. Tego samego dnia hetman Radziwiłł przybył do obozu utworzonego nad rzeką Wściosną, gdzie stacjonowało 3000 żołnierzy litewskich. Wraz z nim do obozu przybył kasztelan kamieniecki Aleksander Piaseczyński, który przyprowadził z Ukrainy 2300 wojsk kwarcianych. Po kilku dniach siły te ruszyły pod Smoleńsk i 27 sierpnia rozłożyły się na uroczysku Hłuszyca nad Dnieprem, czyli na północny zachód od pozycji Prozorowskiego i na zachód od szańców Matissona. Żołnierze natychmiast przystąpili do budowy wałów ziemnych w celu utworzenia potężnego obozu dla całej armii Władysława IV.
Władysław IV przybył z odsieczą na początku września 1633 roku, rozpoczynając bitwę pod Smoleńskiem. W dniu 17 września król powitał liczące 12 000 żołnierzy i 10 działek wojska kozackie dowodzone przez Tymosza Orendarenkę.
Dowodzona przez króla osobiście i hetmana polnego litewskiego Krzysztofa Radziwiłła ponad dwudziestotysięczna armia doprowadziła do odstąpienia Szeina od oblężenia w dniu 3 października, a następnie otoczyła wojska rosyjskie, rozpoczynając z kolei oblężenie ich obozu. By zdezorganizować próby odsieczy dla oblężonego Szeina, wysłano liczne zagony w głąb Rosji – największe sukcesy odniósł tu Marcin Kazanowski, który zdobył Wiaźmę i dotarł pod Możajsk. Od strony Ukrainy zaatakowali zachęceni przez króla Kozacy, dzięki czemu związali znaczną część rosyjskich sił.
Dnia 30 listopada 1633 do obozu królewskiego przybyli posłowie chana krymskiego Dżanibek Gireja wyrażając gotowość uderzenia na Rosję w zamian za upominki. Król Władysław IV nakazał podskarbiemu wypłacenie sumy 10 000 talarów oraz posłał na Krym Stefana Narajewskiego.
Zablokowana armia Szeina liczyła na odsiecz, której Rosja z powodu kłopotów finansowych nie była w stanie przygotować. Tymczasem w grudniu rosyjski korpus w sile 3000 żołnierzy zaatakował Połtawę. Rosjanie spalili miasto, jednak zamku nie zdołali zdobyć. Polska kontrakcja zorganizowana wspólnie przez załogi sąsiednich miast odparła nieprzyjaciół.
Na początku stycznia 1634 roku wyruszył z Moskwy pięciotysięczny korpus (pułki Alexandra Gordona, Kraufera i Kinnemana), który wzmocnić miały pułki kniaziów Odojewskiego i Szachowskiego z Rżewa oraz Kurakina i Wołkońskiego z Kaługi, które po koncentracji w Możajsku miały ruszyć na pomoc osaczonej armii Szeina. Całością tych sił dowodzić mieli kniaziowie Dymitr Mamstiurkowicz Czerkaski i Dymitr Michajłowicz Pożarski. W związku ze spodziewanym uderzeniem Turcji, o której udział w wojnie zabiegała dyplomacja rosyjska, car odwołał z pogranicza ukraińskiego wojska Fiodora Buturlina, każąc mu wesprzeć akcję Czerkaskiego i Pożarskiego od południa.
25 lutego 1634 roku nastąpiła kapitulacja armii rosyjskiej. Nowy król Polski okazał się świetnym wodzem, śledzącym rozwój sztuki wojennej i umiejętnie stosującym nowatorską wówczas taktykę manewrów stosowaną przez wojska szwedzkie pod dowództwem Gustawa Adolfa. Kapitulacja armii Szeina nie zakończyła wojny, gdyż walki wciąż toczyły się od Dźwiny aż po Worsklę. Wsparte pospolitym ruszeniem powiatowe wojska województw połockiego i mścisławskiego toczyły walki z rosyjskimi zagonami. Oddzielne operacje wojskowe prowadzili Wiśniowiecki, Żółkiewski i Kazanowski, który stał pod Wiaźmą. Zaporożcy walczyli pod Kozielskiem, oddziały polskie docierały pod Rżew nad Wołgą i pod Możajsk. Wojna dotykała coraz większych obszarów Rosji.
W lutym 1634 Jeremi Wiśniowiecki, mając 4000 żołnierzy, połączył się z 2000 żołnierzy Łukasza Żółkiewskiego oraz z 6 pułkami zaporoskimi liczącymi około 6000 żołnierzy, dowodzonymi przez Iljasza Karaimowicza i Jakuba Ostrzanina. Mając armię liczącą łącznie 12 000 żołnierzy Wiśniowiecki zamierzał dokonać akcji dywersyjnej od strony Ukrainy, w celu związania tam części wojsk rosyjskich. Akcja Wiśniowieckiego była elementem szerszego planu, przewidującego wiosenną ofensywę na Moskwę. W dniu 1 marca Wiśniowiecki dotarł ze swoją armią do Siewska i rozpoczął oblężenie miasta. Mając 9 lekkich dział, nie miał szans, by zrobić wyłomy w murze. Zasypano więc fosę i zniszczono palisadę, co pozwoliło dokonać kilku szturmów w dniach 2, 4 i 7 marca. Szturmy zostały odparte, więc Wiśniowiecki postanowił spustoszyć komarycką włość, będącą osobistą własnością cara. W kwietniu armia Wiśniowieckiego ruszyła pod Kursk. Czujna załoga zamku nie dała się zaskoczyć, spalono więc przedmieścia, a następnie przez dwa tygodnie blokowano miasto. Wobec wieści o podjętych rokowaniach pokojowych Wiśniowiecki zrezygnował z ambitniejszych planów wojennych, ograniczając się jedynie do palenia i niszczenia okolicznych wsi.
Car przysłał swoich gońców z prośbą o nawiązanie rokowań pokojowych. Hetman Radziwiłł i kanclerz Zadzik odprawili ich 6 marca 1634. Rzeczpospolita nie zgodziła się na przerwanie działań wojennych na czas rozmów. Rokowania pokojowe miały być prowadzone nad graniczną rzeczką Polanówką, jednak termin wyznaczający początek tych rokowań na 4 kwietnia uznano za zbyt odległy. W związku z wieściami o koncentracji armii Czerkaskiego w Możajsku 8 marca wysłano do stojącego pod Wiaźmą hetmana polnego koronnego Kazanowskiego kilka chorągwi jazdy i kilka kompanii piechoty pod wodzą kasztelana kamienieckiego Piaseczyńskiego. Dowództwo nad garnizonem smoleńskim przejął porucznik Krzysztof Niewiarowski, natomiast rota polskiej piechoty pod wodzą Abrahama Rudzkiego objęła pieczę nad obozem Szeina i chorymi, którzy w nim pozostali. Działa i zdobyty sprzęt wywiózł magister artylerii Jan Plater. Armia królewska w sile 7–8 tys. żołnierzy ruszyła na Białą. Lewe skrzydło, dowodzone przez wojewodzica smoleńskiego Mikołaja Abramowicza wyruszyło 10 marca. Następnego dnia ruszyły pozostałe oddziały podzielone na trzy kolumny pod wodzą Radziwiłła, króla Władysława IV i wojskiego mścisławskiego Jakuba Madalińskiego. Idąc pod Białą armia królewska z powodu roztopów i błota w 11 dni przebyła tylko 156 km, idąc przez Daniłów, Boruskowo, Horodno i Horodziej.
Przodem poszły lotne oddziały jazdy polskiej, które dotarły pod Moskwę siejąc zniszczenie i przerażenie. Główne siły Rzeczypospolitej 23 marca obległy twierdzę Biała, której załogę stanowiło 1000 żołnierzy dowodzonych przez księcia Fiodora Wołkońskiego. Przez 7 tygodni garnizon rosyjski bronił się dzielnie, odpierając wszystkie polskie ataki. Z powodu przedłużającej się zimy wciąż trwały silne mrozy i padał śnieg, co było przyczyną wielu udręk i chorób wśród polskich żołnierzy, przetrzebiając znacznie siły wojsk Władysława IV. Z powodu kłopotów z prowiantem 20 kwietnia wysłano pod wodzą Krzysztofa Kleczkowskiego jazdę, której dano niemal wszystkie konie z obozu. Idąc pod Toropiec koło Wielkich Łuk Kleczkowski w ciągu trwającej 20 dni wyprawy łupił carskie ziemie stosując metody tatarskie. W maju rozeszły się niepokojące pogłoski, że sułtan Murad IV 8 kwietnia 1634 ogłosił świętą wojnę przeciw Polsce.
Władysław IV początkowo sądził, że zdobędzie Moskwę i osadzi na tronie swego brata Jana Kazimierza, by potem wspólnie z Rosją uderzyć na Szwecję i odzyskać tamtejszy tron. Piętrzące się trudności znacznie osłabiły optymizm króla – armia rosyjska walczyła nadspodziewanie dobrze, a jej wysokie wyszkolenie, wyposażenie techniczne oraz fortyfikacje zaimponowały Władysławowi IV. Ponieważ zbliżał się koniec rozejmu ze Szwecją, a na południu groziła wojna ze sprzymierzoną z Rosjanami Turcją, polski monarcha zdecydował się na rokowania. W tym celu do Moskwy wysłano Mikołaja Woronicza – Rosjanie chętnie przystali na złożoną przez polskiego posła propozycję rozmów pokojowych.
Polsko-rosyjskie rokowania pokojowe rozpoczęły się w niedzielę 30 kwietnia 1634 roku. Rzeczpospolitą reprezentowali kanclerz Jakub Zadzik, hetmani Krzysztof Radziwiłł i Marcin Kazanowski, Aleksander Piaseczyński, Mikołaj Gniewosz, Marcjan Tryzna, Aleksander Ogiński oraz Andrzej Rej. Rosja natomiast przysłała Fiodora Szeremietewa, Aleksieja Lwowa, Stiepana Projestiewa, Grigorija Nieczajewa i Wasilija Prokofiewa. Polscy komisarze swoje kwatery mieli w Semlewie, a rosyjscy w Wiaźmie. Specjalne namioty służące do prowadzenia pertraktacji rozbito na uroczysku nad rzeczką Polanówką, w przybliżeniu w połowie drogi między kwaterami obu stron.
Król na wieść o chęci Rosjan do zawarcia pokoju 17 maja porzucił oblężenie Białej, ruszając na południowy wschód przez Orłowo, Archanioł i Libertową, kilkanaście mil za Białą, głęboko w puszcze, które ciągnęły się wzdłuż Dniepru oraz uchodzącej do niego Wiaźmy. Po kilku dniach marszu przez las wojsko królewskie dotarło 25 maja do Piatnicy Serezańskiej. Władysław IV zostawił tu swoją armię, a sam udał się do Semlewa, w okolicach którego stacjonowały wojska hetmana Kazanowskiego. Tam król zamierzał spotkać się z komisarzami. Armia królewska 28 maja przeniosła się pod wieś Protasowo, czyli półtorej mili od wojsk Kazanowskiego. Żołnierze narzekali na brak żołdu, a 1 czerwca zwołali nawet koło generalne. Król 2 czerwca przyjął delegację żołnierzy, a kancelaria wystawiła nadania dla najbardziej zasłużonych, co uspokoiło nastroje. Gdy rokowania pokojowe utknęły z powodu carskiego tytułu Władysława IV, ten zgodził się zrzec carskiej korony za cenę 20 000 rubli. Dzięki temu rozmowy mogły posuwać się do przodu. Wreszcie 14 czerwca 1634 podpisano traktat pokojowy, który zakończył wojnę między Rzecząpospolitą a Rosją.
Zaległy żołd dla wojsk Rzeczpospolita spłaciła do 1636 roku – łączny koszt wojny z Rosją wyniósł 6,450 milionów złotych. Wojna znacznie więcej kosztowała Rosję. Skarb państwa został wyczerpany, a zachodnie prowincje spustoszone przez polskie i litewskie zagony. Dodatkowych zniszczeń przysparzały bandy złożone z dezerterów z armii rosyjskiej. Winnymi klęski uznano Szeina i Artemija Izmaiłowa, którzy zostali ścięci mieczem. Ich dobra skonfiskowano, a rodziny poddano torturom, po czym zesłano do odległych miast, niektórych na Syberię. Skonfiskowane dobra rozdano carskim faworytom oraz obrońcy Białej Fiodorowi Wołkońskiemu.

## Pokój polanowski
Wynikiem zwycięstwa był pokój w Polanowie pomiędzy Władysławem IV Wazą i Michałem Romanowem (1634), potwierdzający nabytki I Rzeczypospolitej przyznane jej rozejmem dywilińskim.
Władysław IV z bólem zrzekł się carskiego tytułu, jednak uczynił to, gdyż wobec spodziewanego konfliktu ze Szwecją chciał uwolnić Rzeczpospolitą od wschodnich problemów. Po skończonej kampanii król udał się przez Wilno do Warszawy na sejm, którego obrady rozpoczęły się 19 lipca. Po drodze monarcha witany był owacyjnie jako zwycięzca i sprawca pokoju.

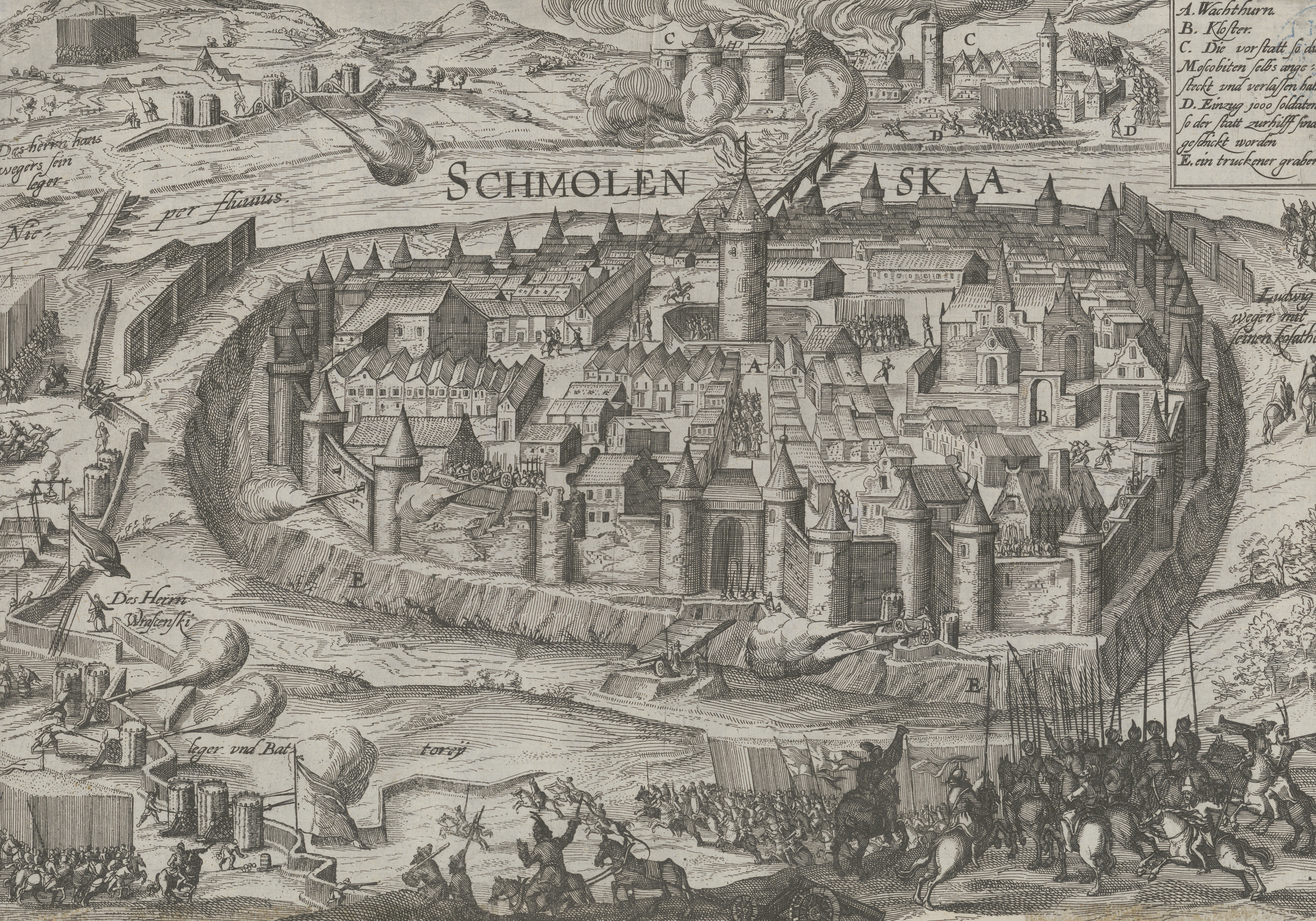
Umocnienia Smoleńska z pocz. XVII wieku
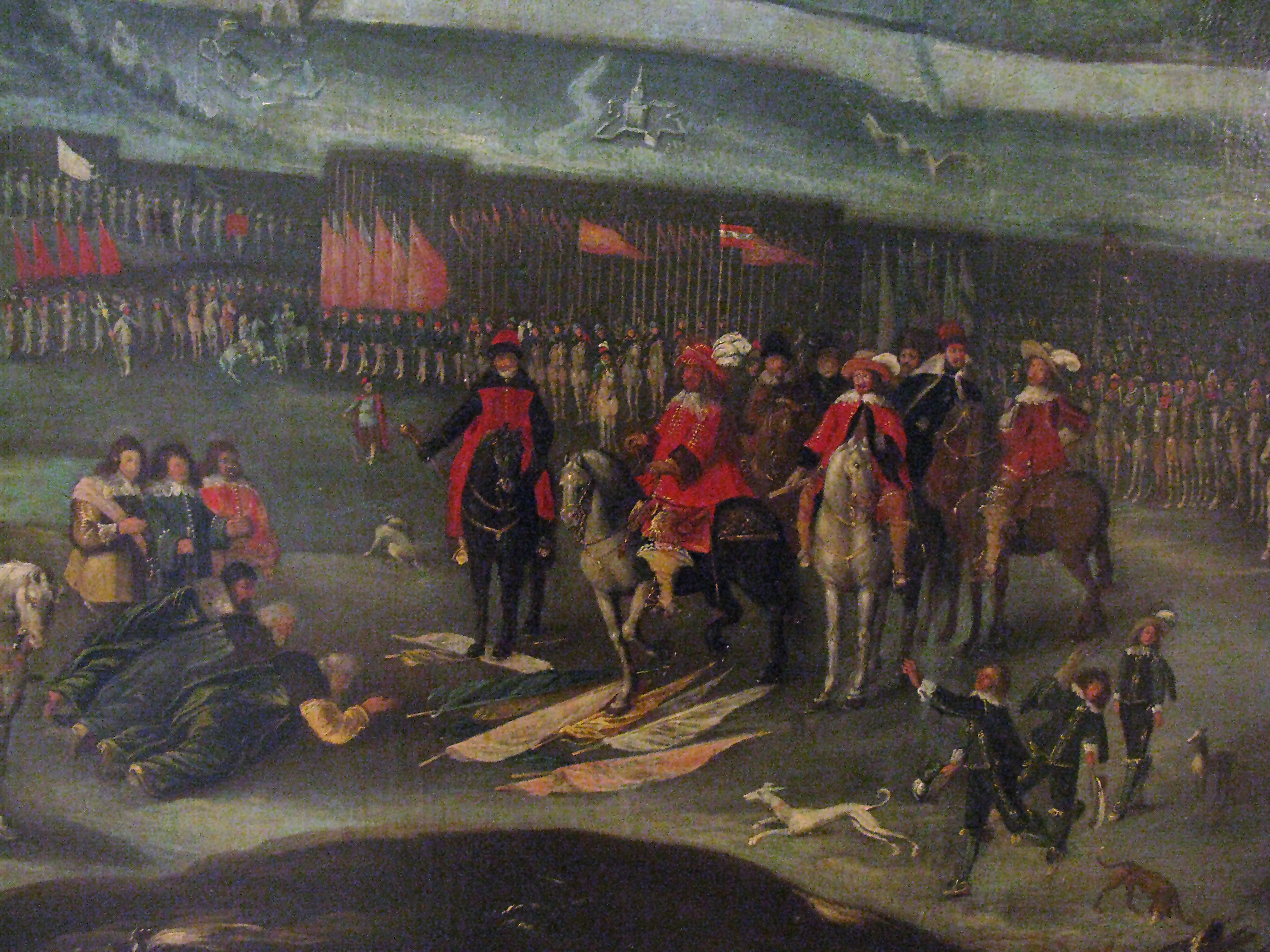
Władysław IV Waza odbierający hołd Michaiła Szeina po zwycięstwie pod Smoleńskiem, nieznany malarz polski, 1634
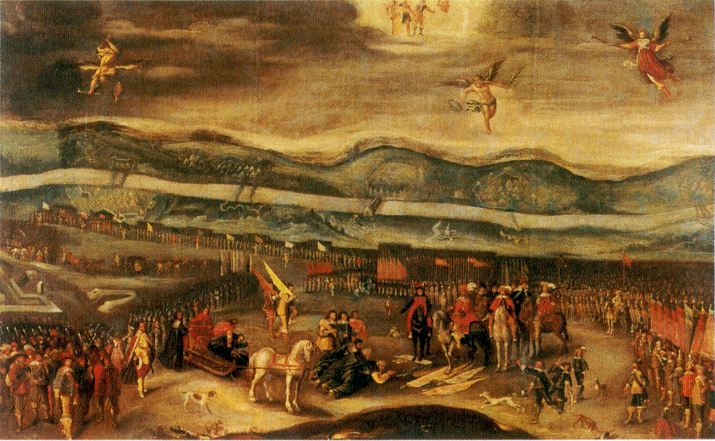
Kapitulacja Michała Szeina pod Smoleńskiem
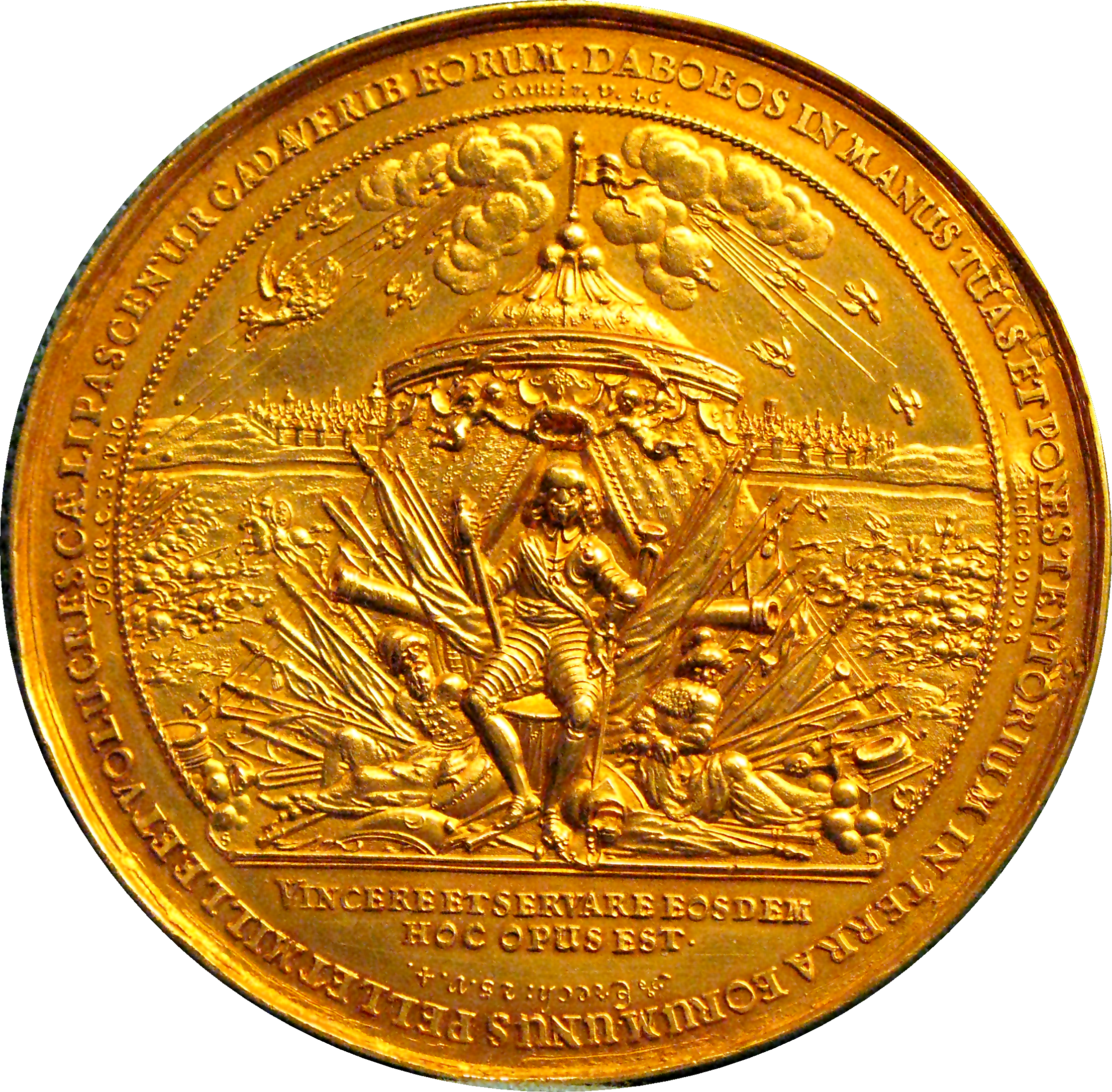
Medal upamiętniający zwycięstwo Władysława IV pod Smoleńskiem w 1634 roku